# Плохотюк Іван Васильович
Плохотюк Іван Васильович (нар. 10 жовтня 1976 — 20 січня 2023) — солдат Збройних сил України, учасник російсько-української війни.

## Життєвий шлях
Народився в с. Барвинівка, Брониківській громаді, Звягельського району. Закінчив місцеву ЗОШ. Пізніше, в 1993-1994 рр. навчався в Центрі професійно-технічної освіти м. Житомира на професії “Машиніст автомобільного крана”.
Двадцять років свого життя присвятив професійній службі в Збройних Силах України. Учасник АТО/ООС, неодноразово отримував нагороди Міноборони України.
Помер внаслідок поранень, отриманих в бою під Кремінною, Луганська область.
У Плохотюка Івана залишились батьки, дружина, син та донька.
28 січня 2023 р. похований в Житомирі, на Смолянському військовому цвинтарі.